# Opór (psychologia)
Opór – zjawisko odkryte i opisane przez psychoanalityków, którzy ujmują je jako wewnętrzną siłę przeciwdziałającą postępowi w psychoterapii, zmianie pacjenta, a także wszystko to, co zawarte jest w słowach czy działaniach, które utrudniają pacjentowi dostęp do nieświadomości. Jest to widoczny przejaw mechanizmów obronnych u pacjenta, zapobiega doświadczaniu pacjenta w terapii uczuć nieprzyjemnych lub "zakazanych" np. nienawiści, poczucia winy. Przykładem oporu może być zapominanie o sesjach, niewypełnianie zaleceń lekarskich m.in. nieprzyjmowanie leków przepisanych przez lekarza, albo uporczywe milczenie.
Inni przedstawiciele szkół psychoterapeutycznych również zajmują się tym zjawiskiem, jednak odmiennie je definiują i rozumieją.

## Psychoanaliza
Psychoanalityk przywiązuje szczególną wagę do tych tematów, o których pacjent nie chce mówić. W trakcie procesu swobodnego kojarzenia pacjent w jakimś momencie przejawia ów opór, który często związany jest z życiem seksualnym pacjenta (które obejmuje wszystko to, co przyjemne) lub z wrogimi, pełnymi urazy uczuciami wobec swoich rodziców. Kiedy wyparty temat zostanie w końcu ujawniony, pacjent na ogół twierdzi, że jest on mało ważny, absurdalny, nieistotny albo zbyt przykry, żeby o nim mówić. Celem psychoanalizy jest omawianie i interpretowanie oporów, konfrontowanie pacjenta z tymi przykrymi myślami, pragnieniami i doznaniami.
Opór jest nieodłącznym elementem procesu terapeutycznego, może być świadomy, przedświadomy lub nieświadomy.

## Terapia rodzin
W systemowej terapii rodzin opór może wynikać z głęboko zakorzenionych mitów rodzinnych a także nieprawidłowo ukształtowanych granic. Terapia ma na celu przepracowanie kwestii utrudniających komunikację lub modyfikację struktury rodzinnej, tak by rodzina funkcjonowała prawidłowo.